# Жевлюков переулок
Жевлюков переулок — бывшая улица в Москве на территории нынешнего Таганского района. Жевлюков переулок располагался между Марксистским переулком и Абельмановской улицей.

## История
Переулок появился ещё до Октябрьской революции. Носил название Большой Покровский переулок — по расположенному неподалёку Покровскому монастырю. В начале 1920-х годов носил название Губарев переулок. В 1922 году переименован в Жевлюков переулок — в честь работника Рогожско-Симоновского райкома партии и райсовета, участника Гражданской войны Павла Исидоровича Жевлюкова  (1898—1921).
Переулок имел протяжённость около 500 метров и был застроен преимущественно деревянными малоэтажными жилыми домами. Начинался у нынешнего Марксистского переулка. Шёл на восток, пересекал Укромный и 2-й Покровский тупики, Новоселенский переулок, Новоселенскую улицу, Фомин и Малый Покровский переулки. Заканчивался на пересечении с нынешней Абельмановской улицей. Упразднён в 1970-х годах в ходе застройки района. Частично сохранился в виде дворового проезда.